# You Got the Silver
Pistes de Let It Bleed
Midnight Rambler
(6) Monkey Man
(8)
You Got the Silver est une chanson des Rolling Stones parue sur l'album Let It Bleed en 1969. C'est la première chanson chantée seule par le guitariste Keith Richards.

## Analyse des paroles
You Got the Silver est la première chanson des Rolling Stones avec le guitariste Keith Richards au chant (Keith a chanté avec Mick Jagger sur Something Happened to Me Yesterday sur l'album Between the Buttons et sur Salt of the Earth sur Beggars Banquet). C'est l'une des compositions personnelles de Keith Richards, inspiré par Anita Pallenberg, sa compagne à l'époque.

« Hey babe, you got my soul, (Hé bébé, tu as mon âme,)
You got the silver, you got the gold (Tu as l'argent, tu as l'or)
A flash of love has made me blind (Un éclair d'amour m'a rendu aveugle)
I don't care, no, that's no big surprise (Qu'importe, non, ce n'est pas une grande surprise) »

## Enregistrement
Enregistré le 18 février 1969, c'est le dernier enregistrement des Rolling Stones avec Brian Jones à être sorti. Il joue de l'autoharpe, l'une de ses deux apparitions dans l'album. La contribution de l'autoharpe de Jones ne peut être entendue clairement que sur le mixage alternatif avec Jagger au chant, et elle n'est jouée que pendant la section des couplets où la batterie se joint. Le jeu de basse de Bill Wyman se démarque également davantage dans le mix alternatif inédit. Sur la version officielle, l'autoharpe est mixée très faiblement, bien qu'il puisse être entendu dans le canal de droite entre 1:04 et 1:25. Le mix bootleg avec Jagger au chant place l'autoharpe de Jones beaucoup plus en évidence dans le mix. L'orgue et le piano de Nicky Hopkins ont été ajoutés au morceau et un effet d'écho inversé est appliqué à la guitare slide de Richards.
Le groupe a enregistré une version avec Mick Jagger au chant, mais a choisi d'utiliser celle de Richards pour la sortie officielle. La version avec Jagger est depuis devenue un enregistrement pirate bien connu.
L'histoire selon laquelle la voix de Jagger a été accidentellement effacée a été répétée par beaucoup depuis 1969, y compris l'ingénieur du son Glyn Johns dans son livre Sound Man. La légende veut que Richards ait enregistré la voix parce que Jagger était en Australie sur le tournage du film Ned Kelly. Cependant, les enregistrements pirates de haute qualité de la voix de Jagger indiquent que celle de Richards est un choix délibéré. Jagger a terminé le tournage de Ned Kelly en septembre. Le travail final sur Let It Bleed s'est poursuivi en octobre et Jagger aurait pu réenregistrer la voix perdue à ce moment-là.

## Postérité
Cette chanson a été interprétée en concert pour la première fois lors de la tournée No Security Tour en 1999. Keith Richards l'a à nouveau chantée pour lors de la tournée A Bigger Bang en 2006.
You Got the Silver est joué dans le film Zabriskie Point de Michelangelo Antonioni mais n'a pas été retenue pour la bande originale du film, Michelangelo Antonioni préférant privilégier trois chansons de Pink Floyd dont l'univers musical colle mieux avec la thématique du film.

## Personnel
Crédités:
- Keith Richards: chant, guitare électrique, guitare acoustique
- Brian Jones: autoharpe
- Bill Wyman: basse
- Charlie Watts: batterie
- Nicky Hopkins: piano, orgue